# Кардиналы-выборщики на Конклаве 1623 года
| Страна                    | Количество выборщиков |
| ------------------------- | --------------------- |
| Итальянские государства   | 52                    |
| Испания                   | 8                     |
| Франция                   | 4                     |
| Священная Римская империя | 3                     |

Следующие кардиналы-выборщики участвовали в Папском Конклаве 1623 года. Список кардиналов-выборщиков приводятся по географическим регионам и в алфавитном порядке.
Папа Григорий XV умер 8 июля 1623 года. Его преемником 6 августа 1623 года был избран кардинал Маффео Барберини, принявший имя Урбан VIII. В финальном голосовании приняли участие 54 из 67 кардиналов.
В Священной Коллегии кардиналов присутствовали следующие кардиналы-выборщики, назначенные:
- 1 — папой Григорием XIII;
- 3 — папой Сикстом V;
- 1 — папой Григорием XIV;
- 13 — папой Климентом VIII;
- 38 — папой Павлом V;
- 11 — папой Григорием XV.

## Римская Курия
1. Ипполито Альдобрандини младший, камерленго;
2. Оттавио Бандини, кардинал-епископ Палестрины, префект Священной Конгрегации по делам епископов и монашествующих;
3. Маффео Барберини, префект Священной Конгрегации Индекса, префект Верховного Трибунала Апостольской Сигнатуры Справедливости, камерленго Священной Коллегии кардиналов (был избран папой римским и выбрал имя Урбан VIII);
4. Андреа Барони Перетти Монтальто, кардинал-протопресвитер[1];
5. Гвидо Бентивольо, епископ Рьеза;
6. Гаспар де Борха-и-Веласко, кардинал-священник с титулярной церковью Санта-Кроче-ин-Джерусалемме;
7. Фабрицио Вералли, кардинал-священник с титулом церкви Сант-Агостино;
8. Джованни Гарциа Миллини, генеральный викарий Рима, секретарь Верховной Священной Конгрегации Римской и Вселенской Инквизиции;
9. Доменико Джиннази, кардинал-священник с титулярной церковью Санти-XII-Апостоли;
10. Джованни Баттиста Дэти, кардинал-епископ Альбано;
11. Шипионе Каффарелли-Боргезе, великий пенитенциарий, архипресвитер патриаршей Ватиканской базилики, префект Священной Конгрегации фабрики святого Петра, архипресвитер патриаршей Латеранской базилики;
12. Шипионе Кобеллуцци, библиотекарь Святой Римской Церкви;
13. Джамбаттиста Лени, епископ Феррары, архипресвитер патриаршей Либерийской базилики;
14. Людовико Людовизи, вице-канцлер Святой Римской Церкви, префект Священной Конгрегации Пропаганды Веры, архиепископ Болоньи;
15. Карло Медичи, кардинал-дьякон с титулярной диаконией Санта-Мария-ин-Козмедин;
16. Франческо Мария Борбоне дель Монте Санта Мария, кардинал-епископ Порто и Санта Руфина, вице-декан Коллегии кардиналов, префект Священной Конгрегации обрядов;
17. Алессандро Орсини, апостольский легат в Романье (не участвовал в Конклаве);
18. Стефано Пиньятелли, кардинал-священник с титулом церкви Санта-Мария-ин-Виа;
19. Карло Эмануэле Пио ди Савойя старший, апостольский легат в Марке Анконитане;
20. Маттео Приули, кардинал-священник с титулом церкви Сан-Марко;
21. Джулио Савелли, кардинал-священник с титулом церкви Санта-Сабина;
22. Маурицио Савойский, кардинал-дьякон с титулярной диаконией Сант-Эустакьо;
23. Антонио Мария Саули, кардинал-епископ Остии и Веллетри, декан Коллегии кардиналов, губернатор Веллетри;
24. Джакомо Серра, апостольский легат в Ферраре;
25. Франческо Сфорца, кардинал-епископ Фраскати;
26. Козимо де Торрес, префект Священной Конгрегации Тридентского Собора;
27. Роберто Убальдини, апостольский легат в Болонье;
28. Одоардо Фарнезе, кардинал-епископ Сабины;
29. Алессандро д’Эсте, кардинал-протодьякон, tпископ Реджо-Эмилии.

## Европа

### Итальянские государства
1. Бонифацио Бевилакква, епископ Червии;
2. Франческо Бонкомпаньи, апостольский легат в Перудже и Умбрии, епископ Фано;
3. Федерико Борромео старший, архиепископ Милана;
4. Пьетро Вальер, архиепископ Кандии;
5. Агостино Галамини, O.P., епископ Озимо;
6. Чезаре Герарди, епископ Камерино[2];
7. Маркантонио Гоццадини, епископ Фаэнцы;
8. Джованни Дориа, архиепископ Палермо;
9. Пьетро Кампори, епископ Кремоны;
10. Луиджи Каппони, архиепископ Равенны;
11. Дечо Карафа, архиепископ Неаполя;
12. Антонио Каэтани, архиепископ Капуи;
13. Пьер Паоло Крешенци, епископ Орвьето;
14. Марчелло Ланте, епископ Тоди;
15. Тиберио Мути, епископ Витербо и Тускании;
16. Дезидерио Скальа, O.P., епископ Комо;
17. Доменико Риварола, архиепископ Назарета и епископ Канни и Монтеверде;
18. Оттавио Ридольфи, епископ Ариано;
19. Джулио Рома, Епископ Реканати и Лорето;
20. Франческо Сакрати, епископ Чезены;
21. Лучо Сансеверино, архиепископ Салерно;
22. Франческо Ченнини де Саламандри, епископ Амелии;
23. Феличе Чентини, O.F.M.Conv., епископ Мачераты и Толентино.

### Франция
1. Франсуа де Ларошфуко, великий раздатчик милостыни Франции (не участвовал в Конклаве);
2. Луи де Ногаре де Ла Валетт, избранный архиепископ Тулузы (не участвовал в Конклаве);
3. Арман Жан дю Плесси де Ришельё, бывший епископ Люсона (не участвовал в Конклаве);
4. Франсуа д’Эскубло де Сурди, архиепископ Бордо (не участвовал в Конклаве).

### Священная Римская империя
1. Эйтель Фридрих фон Гогенцоллерн-Зигмаринген, кардинал-священник с титулом церкви Сан-Лоренцо-ин-Панисперна;
2. Франц Сераф фон Дитрихштайн, архиепископ Оломоуца (не участвовал в Конклаве);
3. Мельхиор Клезль, епископ Вены;
4. Карло Гауденцио Мадруццо, князь-епископ Тренто.

### Испания
1. Альфонсо де ла Куэва-Бенавидес-и-Мендоса-Каррильо, кардинал-священник с титулярной церковью Санта-Бальбина (не участвовал в Конклаве);
2. Франсиско Гомес де Сандоваль-и-Рохас, герцог Лерма, кардинал-священник с титулярной церковью Сан-Систо (не участвовал в Конклаве);
3. Бальтасар Москосо-и-Сандоваль, епископ Хаэна (не участвовал в Конклаве);
4. Антонио Сапата-и-Сиснерос, кардинал-священник с титулом церкви Санта-Бальбина (не участвовал в Конклаве);
5. Агостино Спинола, епископ Тортосы (не участвовал в Конклаве);
6. Габриэль Трехо-и-Паньягуа, кардинал-священник с титулом церкви Сан-Бартоломео-аль-Изола;
7. Фердинанд Австрийский, инфант Испанский, сын короля Испании Филиппа III, кардинал-дьякон с титулярной диаконией Санта-Мария-ин-Портико-Октавиа (не участвовал в Конклаве).